# Pomacentrus amboinensis
A donzela-de-ambon (Pomacentrus amboinensis) é uma espécie de donzela que é nativa do Oceano Pacífico Ocidental, com ocorrências em ilhas no sul do Japão para Palau e Ambon, Indonésia (localidade tipo da espécie), também podendo ser encontrado em Timor-Leste, Nova Caledônia e Austrália. É uma das espécies de peixes que é capazes de enxergar o espectro ultravioleta da luz. É um peixe muito procurado por aquaristas iniciantes, por conta de ser uma espécie de fácil manutenção e de coloração chamativa.